# شورلت چول لاگونا
شورلت شول لاگونا (به انگلیسی: Chevrolet Chevelle Laguna) خودرویی است که در سال‌های ۱۹۷۲ تا ۱۹۷۶در آرلینگتون، تگزاس، ایالات متحده آمریکا، آتلانتا، ایالات متحده آمریکا، بالتیمور، ایالات متحده آمریکا، اوشاوا، کانادا و سنت-ترز، کبک، کانادا تولید شده‌است. سیستم جعبه‌دندهٔ آن ۳ دنده به دو صورت خودکار و دستی است.